# Did Not Leave to Find But to Forget, to Leave Behind
Did Not Leave to Find But to Forget, to Leave Behind är en skiva av musikgruppen The Tarantula Waltz, släppt på skivbolaget Brus & knaster i februari 2010. Skivan producerades av John Roger Olsson från musikgruppen The Grand Opening och mixades av Stuart Sikes som tidigare arbetat med bland andra The White Stripes och Cat Power. Medverkade på skivan gjorde bland andra Ebba Forsberg, David Sandström och Idiot Wind.

## Låtlista
Samtliga låtar skrivna av Markus Svensson
1. "Glasgow & Clyde"
2. "Bacchus"
3. "The Sun Is Burning Out"
4. "Synthetic Sun"
5. "Chains"
6. "Tritonus"
7. "Bruno K Öijer, Where Are We Going?"
8. "Woke Up And Felt Like George Jones"
9. "Sthlm"